# 陳卿
陳卿 （1480年—？年），字汝忠，四川敘州府宜賓縣人，民籍。

## 生平
十一月二十二日生，行三，治《易經》，由府學生中式四川鄉試第三十六名舉人，年二十六歲中式弘治十八年乙丑科會試中式第一百二十二名，第二甲第六十六名進士。歷官南京刑部署郎中事主事，正德十二年正月升陕西按察司佥事，丁憂服闋後，十五年五月复除云南佥事。嘉靖二年（1523年）二月升本省右参议，复除河南左参议，十年三月升湖广按察司副使，歷江西左参政，十六年十月升广东按察使，十七年七月升广西右布政使，转福建左布政使，十八年八月升應天府府尹，十九年五月升都察院右副都御史巡抚甘肃等处，二十年四月升兵部右侍郎，仍兼右佥都御史、巡抚如故。二十一年閏五月因鞑虏入寇陕西兰州，大肆杀掠，陈卿坐视不闻，以欺慢革职闲住。

## 家族
曾祖陳原；祖陳志遠；父陳玘；母向氏。具慶下，妻戴氏，兄□（□□□）；弼，弟□。